# Rosencrantz y Guildenstern han muerto ( película)
Rosencrantz & Guildenstern Are Dead es una película de comedia negra de 1990 escrita y dirigida por Tom Stoppard basada en su obra de 1966 del mismo nombre.  Al igual que la obra de teatro, la película cuenta con dos personajes secundarios Hamlet de William Shakespeare, Rosencrantz y Guildenstern, que se encuentran en el camino hacia el castillo de Elsinore a instancias del rey de Dinamarca .
Antes de llegar, se encuentran con un grupo de jugadores y se dan cuenta de que deberían intentar descubrir qué le pasa al príncipe Hamlet. Al mismo tiempo, también expresan el significado de su existencia.
Filmada en Zagreb, Croacia y en el Castillo de Brežice, Eslovenia, la película ganó el León de Oro en el 47.º Festival Internacional de Cine de Venecia.
La película está protagonizada por Gary Oldman como Rosencrantz y Tim Roth como Guildenstern, aunque un tema recurrente tiene muchos personajes, incluidos ellos mismos, sin saber cuál es cuál. También presenta a Richard Dreyfuss como el protagonista principal, Iain Glen como Hamlet, Ian Richardson como Polonius, Joanna Miles como Gertrude y Donald Sumpter como el rey Claudio. Esta fue la primera y, hasta la fecha, única película de Stoppard como director.

## Trama
La película, al igual que la obra, se centra en Rosencrantz y Guildenstern y sus acciones (o la falta de ellas) en Hamlet. La película comienza con un paseo a caballo hacia Elsinore, reflexionando sobre el destino, la memoria y el lenguaje. Rosencrantz encuentra y arroja repetidamente monedas que siguen apareciendo, lo que lleva a Guildenstern a concluir que algo anda mal en la realidad.
En el camino, se encuentran con un grupo de viajeros melancólicos y, mientras hablan con el cazador, son transportados misteriosamente a un lugar en Hamlet en Elsinore. Deambulan por el castillo intentando seguir la trama y entender lo que sucede escuchando otras partes de la obra. La pareja real danesa pidió quedarse un tiempo para encontrar la causa de la enfermedad del príncipe Hamlet y esperar encontrar una cura. Pasan mucho tiempo fuera del escenario en Hamlet preguntándose qué le pasa al príncipe y qué deberían hacer.
El resto de la obra sigue el drama de Shakespeare mientras los dos personajes están "en el escenario", los protagonistas están preocupados por los peligros triviales de la vida cotidiana, mientras que la "acción principal" ocurre en otra parte. Pronto la compañía llegó a la corte y pasó a formar parte de la tragedia del bardo.
Al mismo tiempo, se reprende a los actores por dejar en el camino su verdadero trabajo, que no existiría sin el público, y se explican algunas de las estrategias y la lógica de la composición y las reglas de escritura tradicionales.
Finalmente, fueron enviados a Inglaterra y volvieron a competir. El capítulo final tiene lugar en el barco rumbo a Inglaterra, donde leen la carta que se suponía iba a ser entregada a Hamlet y descubren que es su sentencia de muerte. Decidieron fingir que no lo habían visto. Hamlet reemplaza la carta y escapa de un barco pirata que lo ataca (como se describe en la obra de Shakespeare).
Rosencrantz y Guildenstern están preocupados por lo que sucederá ahora que Hamlet se ha ido, sin saber que Hamlet cambió la carta para pedir su muerte. Cuando el jugador completa la tarea leyendo una carta, es castigado con la muerte. Aún intentando luchar contra su destino, Guildenstern apuñala al jugador con la espada de otra persona, sólo para descubrir que el arma es un accesorio.
Se muestran escenas de las muertes de Ofelia, Laertes, Gertrudis, Claudio y Hamlet, y tanto Rosencrantz como Guildenstern, aceptando finalmente su destino, son ahorcados. La película termina con los trágicos recogiendo su carro y continuando su camino.

## Elenco
- Gary Oldman como Rosencrantz
- Tim Roth como Guildenstern
- Richard Dreyfuss como The Player
- Iain Glen como Hamlet
- Ian Richardson como Polonius
- Donald Sumpter como Claudius
- Joanna Miles como Gertrude
- Joanna Roth como Ophelia
- John Burgess como embajador de Inglaterra
- Sven Medvesck as Laertes

Daniel Day-Lewis iba a ser elegido como Guildenstern, pero abandonó su carrera como actor debido a una depresión. Fue reemplazado por Roth, quien también se postuló para el puesto.

## Recepción
La reacción crítica a la película tendió a ser positiva, con una calificación general del 61% en el sitio web del agregador de reseñas Rotten Tomatoes, basada en 31 reseñas. El consenso del sitio web dice: " Rosencrantz y Guildenstern Are Dead luchan en su viaje del escenario a la pantalla, pero un trío bien elegido de talentos veteranos mantiene las cosas constantemente visibles". Una crítica común en las críticas negativas fue que el material se adapta más al escenario que a la pantalla; Los ejemplos incluyen la reseña de Vincent Canby, en la que dice: "[Stoppard] se  le interesa el sonido y el significado, el juego de palabras, la integración de palabras que se funden y fluyen como representaciones visuales. En el escenario, este tipo de trabajo es divertido... En las mejores obras de cine, las palabras hacen que los oídos zumben y se vuelvan hacia los ojos como dinero viejo. Este es el efecto de 'Rosencrantz y Guildenstern están muertos'".  Asimismo, Roger Ebert afirma que "el problema es que este material nunca estuvo destinado a ser una película, y difícilmente puede funcionar como película".
La película ganó el León de Oro en el Festival de Cine de Venecia y el premio de la Semana de Directores Fantasporto. Por su trabajo en la película, Oldman fue nominado al premio Independent Spirit de 1991 al mejor protagonista masculino .[cita requerida]

## Medios domésticos
La película se estrenó en DVD en el Reino Unido en 2003 y en Estados Unidos en 2005, e incluye entrevistas con Oldman, Roth, Dreyfuss y Stoppard.